# Erich Kaufmann-Bühler
Wilhelm Erich Kaufmann-Bühler (* 8. Mai 1899 in Lichtental, heute Baden-Baden; † 21. September 1967 in Heidelberg) war ein deutscher Schulleiter und Politiker der CDU.

## Leben und Beruf
Kaufmann-Bühler war der uneheliche Sohn von Wilhelmine Friederike Bühler und Elias Kaufmann, eines jüdischen Lederhändlers. Er besuchte die Volksschule und das humanistische Gymnasium in Baden-Baden. Zum Ende des Ersten Weltkriegs wurde er zum Kriegsdienst eingezogen und durch eine Gasvergiftung verwundet. 1919 ging er auf die Universität Heidelberg, um dort Geschichte, Germanistik und Romanistik zu studieren. 1923 wurde er mit einer Dissertation  zum Thema Ulrich von Huttens humanistisch-politische Gedankenwelt promoviert. Danach war er zunächst als Lehramtspraktikant am humanistischen Gymnasium in Heidelberg tätig, danach als Lehrer in Hornberg, Lahr, Heidelberg und Mannheim. Ab 1926 hatte er die Stellung eines außerplanmäßigen Lehramtsassessors.
Aufgrund der jüdischen Abstammung seines Vaters galt Kaufmann-Bühler als "nicht-arischer Mischling", weswegen 1933 seine Entlassung aus dem Schuldienst angeordnet wurde. Sein Gesuch beim badischen Kultusministerium wurde abgelehnt, worauf er zum 1. April 1934 endgültig entlassen wurde. Seine Bemühungen, die Entlassung rückgängig zu machen, scheiterten. Daraufhin fand er eine neue Tätigkeit als Privat- und Nachhilfelehrer, außerdem unterstützte er Handwerksbetriebe bei der Buchführung.
Von Juni 1936 an war er wissenschaftliche Hilfskraft beim Evangelischen Oberkirchenrat in Karlsruhe tätig, wo er an der Fertigstellung des Badischen Pfarrerbuches, einem biografischen Nachschlagewerk, beteiligt war. Auf Druck der nationalsozialistischen Behörden musste er Ende 1938 entlassen werden. Das Pfarrerbuch wurde später in zwei Bänden veröffentlicht, jedoch ohne Nennung seines Namens. Ab 1940 wurde er als Soldat in der Wehrmacht in den Niederlanden eingesetzt.
In der Zeit des Nationalsozialismus wurde Kaufmann-Bühler mehrfach verfolgt und überwacht, im Zuge der Reichspogromnacht wurde er im November 1938 kurzzeitig verhaftet. Auch seine Familie war betroffen, so wurde seine Ehefrau Elisabeth, geborene Schoenflies, nach nationalsozialistischen Rassekriterien zur Jüdin erklärt und am 13. Februar 1945 ins KZ Theresienstadt deportiert, aus dem sie am 10. Mai 1945 entlassen wurde. Aus der Ehe mit Elisabeth gingen fünf Kinder hervor, welche ebenfalls von den Rassegesetzen betroffen waren. Zwei seiner Söhne wurden 1939 mit einem Kindertransport nach Großbritannien gebracht.
Nach dem Krieg kehrte Kaufmann-Bühler in seine bisherige Tätigkeit zurück und wurde Lehrer am Kurfürst-Friedrich-Gymnasium in Heidelberg, im Jahr darauf wurde er zum Studienrat ernannt. 1947 wurde er Schulleiter des Bunsen-Gymnasiums in Heidelberg, doch trat er schon 1950 in den vorzeitigen Ruhestand.

## Politik
1920, also während seines Studiums, schloss sich Kaufmann-Bühler der Hochschulgruppe der Deutschen Volkspartei an. 1945 beteiligte er sich an der Gründung der Christlich-Sozialen Union in Heidelberg, welche später in der CDU aufging. Im Mai 1946 wurde er in den Stadtrat gewählt, kurz darauf auch in die Verfassunggebende Landesversammlung und den Landtag von Württemberg-Baden, dem er eine Wahlperiode lang bis 1950 angehörte.

## Ehrungen
- Eisernes Kreuz II. Klasse
- Verwundetenabzeichen